# Limbile Spaniei

Limba spaniolă este singura limbă oficială pe tot teritoriul Spaniei. Încă patru limbi au statut cooficial, la nivelul unor regiuni. Acestea sunt, catalana, galiciana, basca (euskera) și araneza.
- Limba spaniolă (sau casteliană) este oficială în toată Spania.
- Limba catalană/valenciană/baleară - în Catalonia, Valencia, Insulele Baleare. Mai este vorbită și in zone din estul provinciei Aragon, fără statut oficial.
- Limba galiciană este oficială în Galicia.
- Limba bască este oficială în Țara Bascilor (País Vasco) și o parte din Navarra.
- Limba araneză - oficială in Val d'Aran (nord-vestul Cataloniei).

Sunt recunoscute ca limbi istorice și limba asturiană (Asturia și câteva zone din Castilia și Leon) și limba aragoneză (nordul Aragonului).